# الجزيرة (فلم 2005)
الجزيرة (بالإنجليزية: The Island) هو فيلم خيال علمي إنتاج 2005 من إخراج مايكل بي وبطولة إيوان ماجريجر وسكارليت جوهانسون

## قصة الفيلم
تدور أحداث الفيلم في عام 2019 حيث يقيم أشخاص في منشأة معزولة هربا من التلوث الدي حدث في العالم. وتقوم هده المنشأة بعمل قرعة لاختيار من يذهب إلى «الجزيرة» والتي تعتبر آخر بقعة غير ملوثة على سطح الكوكب. لكن يكتشفون لاحقاً أن حياتهم كانت كذبة وما هم سوى مستنسخين، لذا يقومون بالهرب بينما تطاردهم قوة من المعهد.

## شخصيات الفيلم
| الممثل            | الدور              | ملاحظات |
| ----------------- | ------------------ | --- |
| إيوان ماجريجر     | لينكولين سيكس إيكو | مستنسخ من المصمم توم لينكولن                                                                                             |
| إيوان ماجريجر     | توم لينكولن        | مصمم سيارات اسكتلندا، قام بعمل نسخة له لأخذ كبد جديد لانه الالتهاب كبدي فيروسي يدمر كبده .                               |
| سكارليت جوهانسون  | جوردان تو ديلتا    | مستنسخة من عارضة الأزياء سارة جوردان. كانت على وشك اخذ أعضائها لأن صاحبتها أصيبت في حادث سيارة، ولكنها هربت مع لينكولن . |
| شون بين           | د. ميريك           | مالك شركة ميرك بيوتك ومؤسس مشروع الاستنساخ.                                                                              |
| دجيمون هونسو      | ألبرت لوران        | رجل عسكري فرنسي أستأجر لإعادة لينكولن وجوردان بعد هروبهم.                                                                |
| ستيف بوسيمي       | جيمس ماكورد        | موظف في ميرك بيوتك، يساعد لينكولن وجوردان بعد هروبهم .                                                                   |
| مايكل كلارك دنكان | ستاركويزر تو ديلتا | مستنسخ من لاعب كرة قدم .                                                                                                 |

## وراء الكواليس
جهاز الكمبيوتر الذي كان في مكتب ميريك في المعهد الذي به شاشة لمس منضدية ضخمة قادرة على اكتشاف عدة أشكال من المدخلات كان ترويج لمفهوم ميكروسوفت سيرفاس والتصميم اقترحه فعلا مستشار تكنولوجيا في معهد ماساتشوستس للتقنية 

## وصلات خارجية
- مقالات تستعمل روابط فنية بلا صلة مع ويكي بيانات
- الموقع الرسمي للفيلم